# استان سن کریستوبال
استان سن کریستوبال (به لاتین: San Cristóbal Province) یک استان در جمهوری دومینیکن است که در جمهوری دومینیکن واقع شده‌است.
مساحت این استان ۱٬۲۶۵٫۷۷ کیلومتر مربع و جمعیت آن در سال ۲۰۱۴ میلادی ۶۴۰٬۰۶۶ نفر می‌باشد.